# 韦恩·布里奇
韋恩·布歷治（英語：Wayne Bridge，1980年8月5日—），已退役英格蘭足球運動員，司職左閘，為前英格蘭足球代表隊成員，曾效力英超修咸頓、富咸、車路士、韋斯咸、新特蘭及曼城，於2013/14年度球季加盟剛降落英冠作賽的雷丁。

## 生平
布歷治出身於英國球會修咸頓，以跑不完的氣力見稱，曾長時間出任正選並極少被換出。其出色的體能及出擊能力吸引了不少大球會注意。加上布歷治可串演左中場，而且左右兩腳都可以作出準確的傳中，因此布歷治被不少人認定是前修咸頓、車路士翼衛拿索斯的接班人。
2002年被英格蘭國家足球隊教練艾歷臣選入出戰2002年世界杯。一年後布歷治終被當時銳意上位的車路士以700萬英鎊買進。加盟車路士第一季表現優異，曾在歐洲聯賽冠軍杯中的入球以2:1擊敗了勁敵之一的阿仙奴。可是及後他常受傷患影響，出場次數大減，而2004年車路士找來了葡萄牙人摩連奴接掌帥印，後者更一度招攬國家隊競爭對手艾殊利·高爾，儘管艾殊利·高爾當時未加盟，已令布歷治前途蒙上陰影。2006年初布歷治獲外借鄰會富咸以爭取正選機會。
就在2006年布歷治回到車路士時，艾殊利·高爾卻於同時間正式加盟，加以布歷治傷患未除，直到季末上陣次數依然寥寥。2009年曼城據報付出1,000萬英鎊將布歷治收歸旗下。

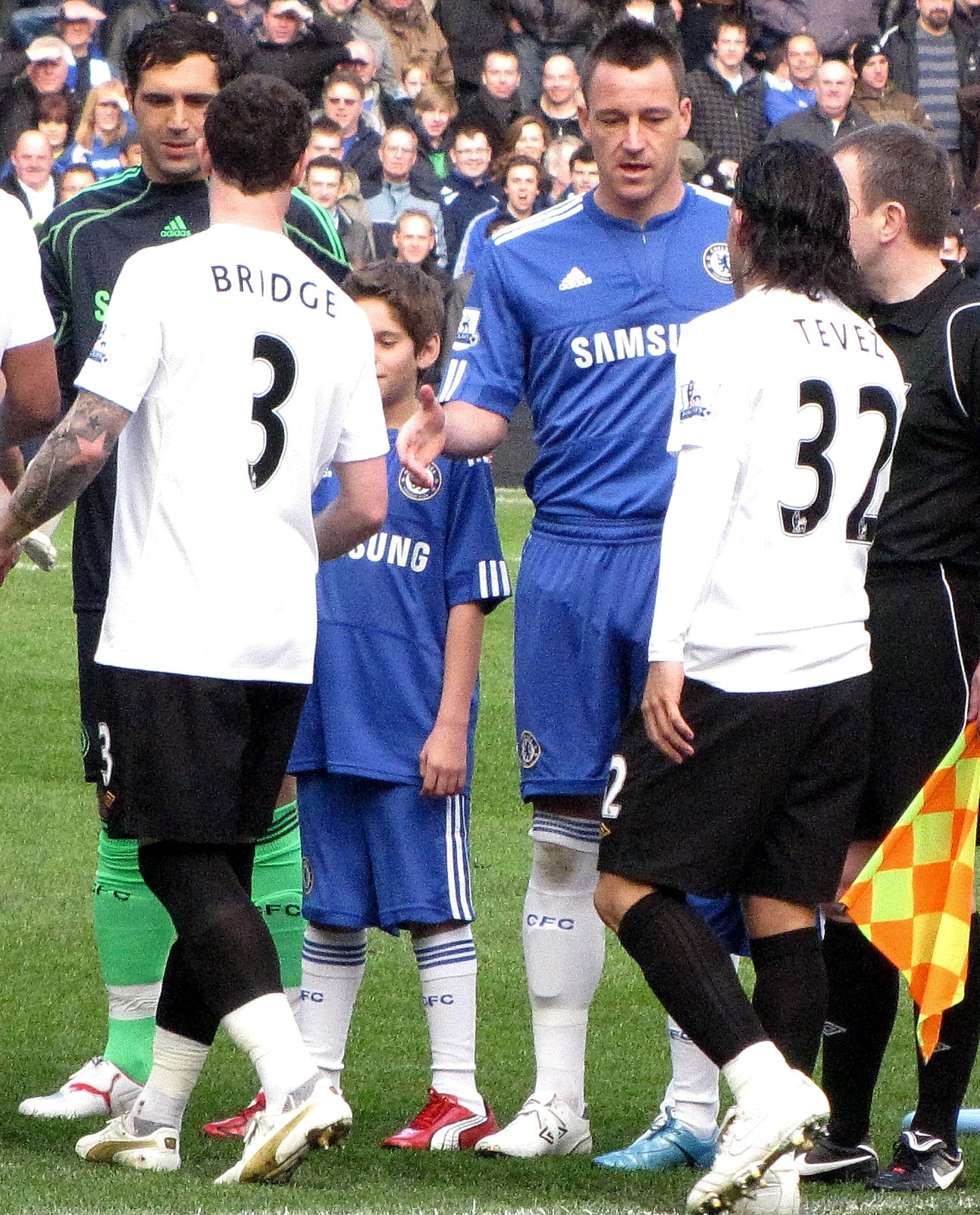
“友妻门”后特里第一次与布里奇在比赛中相遇，后者拒绝同特里握手

雖然未能在球隊取得先發位置，布歷治仍然是國家隊常客。可惜時任英格蘭國家隊隊長的特里與布里奇女友爆發偷情醜聞而與特里撕破臉，事後在英超賽場相遇時布里奇也拒絕與特里握手。
2010/11年球季穩佔左閘正選席位，加上於夏季簽入的的競爭，布歷治上半季只在聯賽上陣3場，2011年1月12日獲借用到韋斯咸直至球季結束。
2011/12年球季布歷治上半季僅獲派在英格蘭聯賽盃上陣1場，於2012年1月31日獲准借用至新特蘭直至球季結束。
2012年7月6日，布歷治被曼城外借至英冠為期一年。
2013年6月7日，布歷治加盟剛降落英冠作賽的雷丁合約為期一年，約滿後正式退役。

## 榮譽
修咸頓
- 英格蘭足總盃
  - 亞軍：2003年；

車路士
- 英格兰足球超级联赛
  - 冠軍：2004/05年；
- 英格蘭足總盃
  - 冠軍：2007年；
- 英格蘭聯賽盃
  - 冠軍：2007年；
  - 亞軍：2008年；
- 英格蘭社區盾
  - 亞軍：2006年；

## 外部連結
- 足球数据库：韦恩·布里奇的球员统计数据
- 韦恩·布里奇 – FIFA國際賽競賽紀錄 (存檔)
- 曼城官方 布歷治檔案 （页面存档备份，存于）